# دراسة أكاديمية للحركات الدينية الجديدة
تُعرف الدراسة الأكاديمية للحركات الدينية الجديدة بدراسات الأديان الجديدة (NRS). الدراسة مستمدة من تخصصات الأنثروبولوجيا  والطب النفسي  والتاريخ  وعلم النفس وعلم الاجتماع  والدراسات الدينية  واللاهوت. أشارت إيلين باركر إلى أن هناك خمسة مصادر للمعلومات حول الحركات الدينية الجديدة (NRMs): المعلومات المقدمة من قبل هذه المجموعات نفسها، والتي قدمها الأعضاء السابقون وكذلك أصدقاء وأقارب الأعضاء  والمنظمات التي تجمع المعلومات عن NRMs  و وسائل الإعلام الرئيسية  والأكاديميون الذين يدرسون مثل هذه الظواهر.
توحد دراسة الأديان الجديدة من خلال موضوع اهتمامها، وليس من خلال منهجيتها، وبالتالي فهي متعددة التخصصات بطبيعتها. تم نشر مجموعة كبيرة من المؤلفات العلمية حول الأديان الجديدة، معظمها من إنتاج علماء الاجتماع. من بين التخصصات التي تستخدمها NRS هي الأنثروبولوجيا والتاريخ وعلم النفس والدراسات الدينية وعلم الاجتماع. من بين هذه الأساليب، لعب علم الاجتماع دورًا بارزًا بشكل خاص في تطوير المجال ، مما أدى إلى اقتصاره في البداية إلى حد كبير على مجموعة ضيقة من الأسئلة الاجتماعية. وقد تغير هذا في المنح الدراسية اللاحقة، والتي بدأت في تطبيق النظريات والأساليب التي تم تطويرها في البداية لفحص المزيد من الأديان السائدة لدراسة الأديان الجديدة. تم توجيه غالبية الأبحاث نحو تلك الأديان الجديدة التي جذبت قدرًا أكبر من الجدل العام. تميل NRMs الأقل إثارة للجدل إلى أن تكون موضوعًا لبحوث أقل علمية. وقد لوحظ أيضًا أن علماء الديانات الجديدة كثيرًا ما تجنبوا البحث عن حركات معينة تميل بدلاً من ذلك إلى دراستها من قبل علماء من خلفيات أخرى ؛ عادة ما يتم فحص الحركة الروحانية النسوية من قبل علماء دراسات المرأة والديانات الأمريكية الأفريقية الجديدة من قبل علماء الدراسات الأفريقية  والديانات الأمريكية الأصلية الجديدة من قبل علماء دراسات الأمريكيين الأصليين.

## التطور التاريخي
في اليابان، ظهرت الدراسة الأكاديمية للأديان الجديدة في السنوات التي أعقبت الحرب العالمية الثانية.  في الستينيات، عاش عالم الاجتماع الأمريكي جون لوفلاند مع مبشر كنيسة التوحيد يونغ أون كيم ومجموعة صغيرة من أعضاء الكنيسة الأمريكية في كاليفورنيا ودرس أنشطتهم في محاولة لتعزيز معتقداتهم وكسب أعضاء جدد. لاحظ لوفلاند أن معظم جهودهم كانت غير فعالة وأن معظم الأشخاص الذين انضموا إليها فعلوا ذلك بسبب العلاقات الشخصية مع الأعضاء الآخرين، غالبًا العلاقات الأسرية.
نشر لوفلاند النتائج التي توصل إليها في عام 1964 كأطروحة دكتوراه بعنوان: `` المدخرون في العالم: دراسة ميدانية لعمليات العبادة ''، وفي عام 1966 في شكل كتاب من تأليف برنتيس هول بعنوان Doomsday Cult:A study of conversion التبشير والحفاظ على الإيمان. تعتبر واحدة من أهم الدراسات التي يتم الاستشهاد بها على نطاق واسع لعملية التحول الديني، فضلاً عن كونها واحدة من أولى الدراسات الاجتماعية لحركة دينية جديدة.
في الدول الغربية، أصبحت دراسة الأديان الجديدة مجالًا متميزًا في السبعينيات؛ قبل ذلك، تم فحص الأديان الجديدة من وجهات نظر مختلفة، مع دراسة الخمسينية على سبيل المثال من قبل مؤرخي الكنيسة وعباد  الحمولة من قبل علماء الأنثروبولوجيا. ظهرت هذه الدراسة الأكاديمية الغربية للأديان الجديدة استجابة للقلق العام المتزايد بشأن ظهور العديد من NRMs خلال السبعينيات. بحلول الجزء الأخير من ذلك العقد، تم تقديم أعداد متزايدة من الأوراق حول الديانات الجديدة في المؤتمرات السنوية للأكاديمية الأمريكية للدين، وجمعية الدراسة العلمية للدين، ورابطة علم اجتماع الدين.
إن الطريقة التي برزت بها الدراسة العلمية للأديان الجديدة بسبب التصور العام بأن هذه الحركات كانت تهديدات اجتماعية تحملت أوجه تشابه مع الطريقة التي نمت بها الدراسات الإسلامية في الدول الغربية بعد هجمات 11 سبتمبر عام 2001. لن يتم تبني دراسة الأديان الجديدة بالكامل إلا من قبل مؤسسة الدراسات الدينية الغربية في التسعينيات. 
في عام 1988،أسس باركر مؤسسة INFORM الخيرية (شبكة المعلومات التي تركز على الحركات الدينية)، الذي كان حينها أستاذًا لعلم الاجتماع في كلية لندن للاقتصاد. كانت المنظمة مدعومة من قبل وزارة الداخلية البريطانية والكنائس البريطانية المنشأة، وقد تم تصميمها لإجراء البحوث ونشر معلومات دقيقة حول الأديان الجديدة. أسِست باركر INFORM بسبب "قناعتها بأن قدرًا كبيرًا من المعاناة غير الضرورية نتجت عن جهل طبيعة وخصائص الموجة الحالية من [NRMs] في الغرب."
في عام 1988 أيضًا، أنشأ الباحث الإيطالي ماسيمو إنتروفيني CESNUR (مركز دراسات الأديان الجديدة) في تورينو. جمعت بين الأكاديميين الذين يدرسون NRMs في كل من أوروبا وأمريكا الشمالية. في الولايات المتحدة، حصل مركز CESNUR على التمثيل من خلال معهد دراسة الدين الأمريكي في سانتا باربرا  كاليفورنيا، والذي كان من إخراج ج. جوردون ميلتون.